# ジェニファー・ブレイク (プロレスラー)
ジェニファー・ブレイク（Jennifer Blake）のリングネームで知られるジェニファー・イケマ（Jennifer Ykema、1983年9月16日 - ）は、カナダの女子プロレスラー。オンタリオ州ナイアガラフォールズ出身。現在はメキシコのAAAが主戦場。

## 経歴
2004年、リングアナウンサーとしてデビュー。
2007年、レスラーデビュー。
2008年より米国のSHIMMERに参戦。
2009年8月21日、AAAデビュー。
2011年3月13日、アラン・ストーンと組みAAA世界混合タッグ王座を獲得。
2012年11月27日に東京でAAAとプロレスリングWAVE合同興行として組まれた「レイナ・デ・レイナス」出場のため初来日を果たすが、1回戦で前回覇者セクシー・スターの前に敗退。

## 得意技
- ダブルニー・バックブリーカー[3]
- ダイナマイト・デストロイヤー[4]

## 獲得タイトル
- AAA世界混合タッグ王座（w / アラン・ストーン）